# 森本忠夫
森本 忠夫（もりもと ただお、1926年11月17日 - 2015年5月11日）は、日本の実業家、文筆家。

## 略歴
京都府生まれ。戦時中は海軍航空隊員として太平洋戦争に従軍した。1952年京都大学経済学部卒業後、東洋レーヨン（現・東レ）に入社する。東レ取締役、東レ経営研究所社長を経て、龍谷大学経済学部教授（1999年まで）。
自らの軍歴から、森本も特別攻撃隊や太平洋戦争での日本の敗因に関心を持ち、東レ時代にはソビエト連邦との貿易実務に携わった。これらに関係する多数の著書がある。
2015年、肺炎のため88歳で死去した。

## 著書
- ニッポン商人赤い国を行く 1965 (至誠堂新書)
- 日本輸出戦線異状あり その生態・解剖・秘話 日本工業新聞社 1966
- 奇妙な惑星から来た商人 海外における日本人の評判 文芸春秋 1970
- ロシア商法の知恵 相手を呑み込む戦訓八章 実業之日本社 1973
- 賑々しき死者たち 日本経済新聞社 1976  のち文春文庫
- 銀行大戦争 崩壊する日本の金融構造 ダイヤモンド社 1979.2 (80年代選書)
- オイル・シンドローム 谷山孝雄（別名）潮出版社 1980.3
- 魔性の歴史 マクロ経済学からみた太平洋戦争 文芸春秋 1985.2 のち文庫、光人社文庫、PHP新書
- ソ連流交渉術・71の原則 “赤いしたたかさ"の秘密を探る PHP研究所 1986.8
- 住友銀行会長磯田一郎の企業統帥論  潮出版社, 1987.3
- ソ連について ペレストロイカは「第二の革命」となるか 文芸春秋 1988.6
- ソ連を知らないで金儲けできるか 二見書房 1989.10 (サラ・ブックス)
- ソ連経済730日の幻想 ゴルバチョフのペレストロイカは終わった 東洋経済新報社 1990.12
- 敗亡の戦略 山本五十六と真珠湾 東洋経済新報社 1991.11
- 最新・ソ連経済の読み方 連邦崩壊と日本の対応 東洋経済新報社 1991.7
- 破局への戦略 日本海軍とミッドウェー 東洋経済新報社 1992.6
- 特攻 外道の統率と人間の条件 文芸春秋 1992.6  のち光人社NF文庫
- さまよえるロシア 破局の経済改革の下で 日本放送出版協会 1993.5
- 貧国強兵 「特攻」への道 東洋経済新報社 1993.3  のち光人社NF文庫
- ロシア経済改革の失敗 ガイダリズムの終焉とその後 ダイヤモンド社 1995.1
- ガダルカナル勝者と敗者の研究 光人社 2002.5  のち文庫
- 悲劇の幕開け ガダルカナル勝者と敗者の研究 光人社 2002.11

## 共著
- ソ連はいつ立ち直れるか 病める超大国と日本の対応 佐藤経明 PHP研究所 1991.3
- ロシアは何をつくったか 杉森康二,江南和幸 草思社 1997.12

## 翻訳
- ソ連版・貿易必携 商談を有利にすすめる法 K.G.ヴォロノフ 大田憲司共訳 日本経済新聞社 1975
- ゴルバチョフの経済ジレンマ あるインサイダーの分析 オリンピアド・ヨッフェ ダイヤモンド社 1990.8